# Гудвин, Джиннифер
Дже́ннифер Мише́ль «Джи́ннифер» Гу́двин (англ. Jennifer Michelle «Ginnifer» Goodwin; род. 22 мая 1978) — американская актриса.

## Биография
Джиннифер Гудвин родилась 22 мая 1978 года в Мемфисе, штат Теннесси, в семье Тима Гудвина, музыканта и владельца студии звукозаписи, и его жены Линды, сотрудницы компании FedEx. Её младшая сестра Мелисса работает кукольным аниматором и входит в съёмочную группу сериала «Робоцып». Гудвин сменила имя с Дженнифер на Джиннифер, поскольку так она и её близкие произносят его на их местном диалекте.

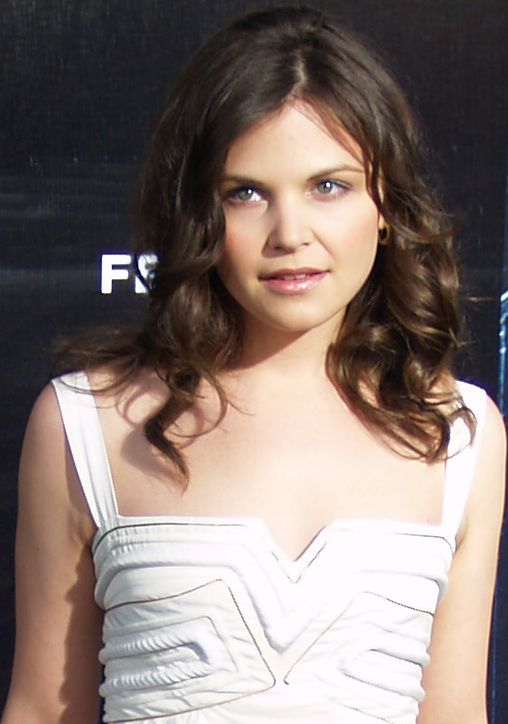
Гудвин в 2007 году

В юности участвовала в иудейских религиозных движениях «Североамериканская федерация синагогальной молодёжи» и «Молодёжная организация Б'най Б'рит» в еврейском общинном центре в Мемфисе. Прошла бат-мицву.
С пятого класса, увлёкшись театром, мечтала стать актрисой. После окончания школы поступила в Бостонский университет, который с отличием окончила в 2001 году, получив степень бакалавра искусств. Продолжила обучение в Англии, в Шекспировском университете, и получила сертификат лондонской Королевской академии драматического искусства. Во время учёбы в Англии участвовала в театральных постановках, играла Жанну д’Арк, Офелию в «Гамлете» и Джессику в «Венецианском купце».
Вернувшись в Америку, некоторое время играла на сцене Хантингтонского театра в Бостоне, затем переехала в Нью-Йорк. В 2001 году снялась в одном из эпизодов телесериала «Закон и порядок» и получила роль второго плана в комедийном сериале «Эд». В 2003 году состоялся кинодебют актрисы — она исполнила небольшую роль в фильме «Улыбка Моны Лизы». В фильме 2005 года «Переступить черту» исполнила роль Вивиан Либерто, первой жены музыканта Джонни Кэша.
С 2006 года играет одну из главных ролей в драматическом сериале «Большая любовь», рассказывающем о семье мормонов, практикующих полигамию. Также исполнила одну из главных ролей в романтической комедии 2009 года «Обещать — не значит жениться», имевшей большой коммерческий успех.
В 2016 году озвучила роль главной героини Джуди Хопс в анимационном фильме «Зверополис».
В 2019 году вместе с Люси Лью и Кирби Хауэлл-Баптисте сыграла в сериале «Почему женщины убивают».

## Личная жизнь
С 12 апреля 2014 года Джиннифер замужем за своим партнёром по сериалу «Однажды в сказке», Джошем Далласом, с которым она встречалась два года до их свадьбы. У супругов есть два сына — Оливер Финли Даллас (род. 29 мая 2014) и Хьюго Уилсон Даллас (род. 1 июня 2016).

## Фильмография
| Год       |     | Русское название             | Оригинальное название                        | Роль                               |
| --------- | --- | ---------------------------- | -------------------------------------------- | ---------------------------------- |
| 2000      | кор |                              | Zelda: An Extrospective Journey              | Зельда                             |
| 2001      | с   | Закон и порядок              | Law & Order                                  | Эрика                              |
| 2001—2003 | с   | Эд                           | Ed                                           | Диана Снайдер                      |
| 2002      | тф  | Порно и цыпочки              | Porn 'n Chicken                              | Майя                               |
| 2003      | ф   | Улыбка Моны Лизы             | Mona Lisa Smile                              | Конни Бэйкер                       |
| 2004      | ф   | Свидание со звездой          | Win a Date with Tad Hamilton!                | Кэти Фили                          |
| 2005      | ф   | Переступить черту            | Walk the Line                                | Вивиан Кэш                         |
| 2005—2014 | мс  | Робоцып                      | Robot Chicken                                | разные                             |
| 2006      | ф   | Любовь приходит к палачу     | Love Comes to the Executioner                | Дори Дамчовик                      |
| 2006—2011 | с   | Большая любовь               | Big Love                                     | Марджин «Марджи» Хеффман           |
| 2007      | ф   | В стране женщин              | In the Land of Women                         | Джейни                             |
| 2007      | ф   | День Зеро                    | Day Zero                                     | Молли Рифкин                       |
| 2008      | ф   | Птицы Америки                | Birds of America                             | Ида                                |
| 2009      | ф   | Обещать — не значит жениться | He’s Just Not That Into You                  | Джи-Джи Хейм                       |
| 2009      | ф   | Одинокий мужчина             | A Single Man                                 | миссис Странк                      |
| 2010      | ф   | Рамона и Бизус               | Ramona and Beezus                            | Би                                 |
| 2011      | мс  | Губка Боб Квадратные Штаны   | SpongeBob SquarePants                        | русалка с фиолетовыми волосами     |
| 2011      | ф   | Отвези меня домой            | Take Me Home Tonight                         | Бэнки                              |
| 2011      | ф   | Жених напрокат               | Something Borrowed                           | Рейчел                             |
| 2011      | тф  | Пять                         | Five                                         | Шарлотта                           |
| 2011—2018 | с   | Однажды в сказке             | Once Upon a Time                             | Белоснежка / Мэри Маргарет Бланшар |
| 2012      | мс  | Электрический город          | Electric City                                | Джин Мари Сент-Клауд               |
| 2013      | тф  | Убийство Кеннеди             | Killing Kennedy                              | Жаклин Кеннеди                     |
| 2014      | мс  | София Прекрасная             | Sofia the First                              | Гвен                               |
| 2014      | в   | Феи: Легенда о чудовище      | Tinker Bell and the Legend of the NeverBeast | Фауна                              |
| 2015      | ки  |                              | Disney Infinity 3.0                          | Джуди Хопс                         |
| 2016      | мф  | Зверополис                   | Zootopia                                     | Джуди Хопс                         |
| 2019      | с   | Сумеречная зона              | The Twilight Zone                            | Ив Мартин                          |
| 2019      | с   | Почему женщины убивают       | Why Women Kill                               | Бет Энн Стэнтон                    |
| 2019      | с   | Струны души Долли Партон     | Dolly Parton's Heartstrings                  | Женевьев Карсон                    |
| 2023      | мф  | Однажды в студии             | Once Upon a Studio                           | Джуди Хопс                         |